# Thibault
Thibault of Thibaut is een Nederlandse jongensnaam, die net als Theobald een verfransing is van het Germaanse Dietbald. dat de moedige onder het volk betekent. In 2014 had Thibault er 80 naamdragers, en Thibaut 32. De naam is populairder in België. Beide zijn ook in gebruik als achternaam.

## Belgische naamdragers
- Thibaut Van Acker, voetballer
- Thibaut Delplank, voetballer
- Thibaut Detal, voetballer
- Thibaut Courtois, voetballer
- Thibaut Vandenbussche, schaker
- Thibault Vlietinck , voetballer

## Franse naamdragers
- Thibaut Pinot, wielrenner
- Thibault Peyre, voetballer
- Thibault Moulin, voetballer
- Yves-Thibault de Silguy, politicus